# Jacopo Pesaro presentato a san Pietro da papa Alessandro VI
Jacopo Pesaro presentato a san Pietro da papa Alessandro VI è un dipinto a olio su tela (145x183 cm) di Tiziano, databile al 1503-1506 circa e conservato nel Museo reale di belle arti di Anversa. È firmato "Titiano F. C." La tela, datata tradizionalmente al 1508-1512, è stata ristudiata approdando a una datazione al 1503-1506, che ne farebbe la prima opera conosciuta di Tiziano, poco meno che ventenne.

## Storia
La pala di dimensioni medio-piccole venne commissionata come ex voto per la vittoria nella battaglia di Santa Maura contro i Turchi Ottomani da parte della flotta veneziana (28 giugno 1502), comandata da Benedetto Pesaro, da parte di Jacopo Pesaro vescovo di Pafo (a Cipro, allora dominio veneziano) ed esponente della potente famiglia dei Pesaro, combattuta all'interno della guerra turco-veneziana del 1499-1503.
La pala dovette essere commissionata all'indomani della vittoria e avviata entro il 1503, poiché in quell'anno morì papa Alessandro VI Borgia, promotore dell'iniziativa militare, subito dopo oggetto di una sorta di damnatio memoriae che lo fece scomparire dalle rappresentazioni ufficiali. La tela comunque non dovette essere consegnata prima del 1506, anno del rientro del Pesaro a Venezia. A poco meno di vent'anni quindi, Tiziano doveva essere in grado di accaparrarsi a Venezia una commissione prestigiosa.
La pala era originariamente destinata a una chiesa veneziana non meglio precisata, dove venne vista da Antoon van Dyck, che la copiò in un disegno. Ricordata nelle collezioni di Carlo I d'Inghilterra, dopo la morte del re e la vendita all'asta delle sue collezioni, finì nelle collezioni reali spagnole, andando ad abbellire il convento di San Pasquale a Madrid. Nel 1823 era nelle collezioni di Guglielmo I dei Paesi Bassi, che la donò al museo di Anversa.
Sulla datazione precoce si sono espressi positivamente Cavalcaselle, Adolfo Venturi e Gronau, e negativamente Pallucchini, Roberto Longhi e Morassi. Hourticq parlò del 1515 (ipotizzando un intervento iniziale di Giovanni Bellini) e Suida, che parlò di fasi distanti della stesura, dal 1512 al 1520. L'ipotesi di una stesura dilatata nel tempo e magari a più mani non è stata però confermata dalle radiografie, che hanno rivelato una tessitura cromatica uniforme.

## Descrizione
La pala mostra una composizione asimmetrica, con san Pietro in trono a sinistra, su un doppio alto gradino con il bordo ornato da bassorilievi classicheggianti e sullo sfondo di una parete scura, mentre a destra, di profilo, si vedono Jacopo Pesaro inginocchiato e dietro di lui papa Alessandro VI, sullo sfondo di un paesaggio marino con galere in atto di salpare, che rievocano la battaglia.
Il Pesaro, con la tonsura che indica il suo stato di religioso (era stato creato vescovo proprio dal papa Borgia nel 1501), indossa il mantello nero dei cavalieri di Malta e regge lo stendardo con le insegne dei Borgia, che ricorda il suo ruolo di commissario delle galere pontificie. Davanti a sé è poggiato l'elmo da battaglia. Il papa, che indossa un sontuoso piviale verde con ricami dorati e il triregno, fa un gesto di presentazione dietro di lui, al quale risponde san Pietro che, Vangelo alla mano, alza la destra per indirizzare al Pesaro un gesto benedicente. Ai suoi piedi si trovano appoggiate sul gradino le chiavi del Paradiso, suo tipico attributo.
Il pavimento è a scacchi e su una tabella biansata al centro in basso si legge: Ritratto di uno di casa Pesaro in Venetia che fu fatto generale di S.ta Chiesa. Tiziano F.[e]C.[it].

## Stile
Il dipinto suggerisce stilisticamente l'attività di un artista giovane, ancora in bilico tra più maestri: la figura del papa Alessandro VI ha i modi un po' antiquati (illuminazione piena, forte linea di contorno) della pittura di Gentile Bellini, prima figura di riferimento di Tiziano; il san Pietro ha invece le caratteristiche di approfondimento psicologico proprie del secondo maestro dell'artista, Giovanni Bellini, all'epoca nume tutelare della pittura veneta, e quindi probabilmente la sua fattura è posteriore di alcuni mesi. Tuttavia è il terzo ritratto, quello del Pesaro, a colpire per il vigoroso realismo, inconfutabilmente di Tiziano, che dà un primo assaggio della pienezza della sua arte.
Le differenze stilistiche tra le varie figure sono state interpretate quindi come frutto dell'indecisione del giovane talento su quale strada seguire, ispirandosi ora a uno, ora a un altro maestro attivo in Laguna. La ricchezza di spunti pone però il quesito del rapporto della tavola con altre opere simili, di Tiziano (Pala Gozzi, Sacra conversazione Balbi) o di altri pittori (Pala di San Zaccaria di Giovanni Bellini, del 1505, Pala di San Giovanni Crisostomo di Sebastiano del Piombo, del 1510-1511, ecc.).